# Lucien Deroisy
Lucien Deroisy est un réalisateur et scénariste belge né à Namêche le 3 février 1912 et mort à Schaerbeek (Bruxelles) le 10 octobre 1972.

## Biographie
Lucien Deroisy suit des secondaires classiques au collège de Binche, puis étudie en philosophie et lettres et sciences politiques à l'université de Louvain, ville où il participe à la fondation du premier ciné-club.
Dès 1933, Lucien Deroisy assiste Henri Storck. Puis il effectue son service militaire en compagnie de son ancien camarade d'université l'esthète raffiné René Micha.
De 1936 à 1939, il devient scénariste, assistant et monteur pour Charles Dekeukeleire. Il participe notamment à deux des films les plus importants de Dekeukeleire : Thèmes d'inspiration et Le mauvais œil.
En 1939, alors qu'il vient de terminer la réalisation avec Dekeukeleire de L'acier, Deroisy est mobilisé. Fait prisonnier, il passe quatre années dans un camp en Silésie.
En 1948, il coréalise avec Gérard De Boe au Congo belge un documentaire sur le palmier : L'arbre de vie.
La vraie carrière de Deroisy commence en 1949.
Il a tourné une cinquantaine de courts métrages de qualités inégales, principalement des documentaires, dont on peut supposer qu'ils étaient principalement alimentaires. Il tourne aussi quelques fictions, principalement des adaptations d'écrivains belges.
Son œuvre la plus importante est Les Gommes (1969), une adaptation d'un nouveau roman d'Alain Robbe-Grillet, tournée dans les ruelles du vieux Liège, coréalisée avec le cinéphile critique René Micha.

## Filmographie partielle
- 1972 : Signes des temps - Maria mon cœur ou les Songes d'Edgard Tytgat, téléfilm documentaire tourné en 16 mm[4] sur le peintre Edgard Tytgat[5].
- 1970 : Introduction au Surréalisme en Belgique. Production du Service Cinéma du Ministère de l’Éducation Nationale, Bruxelles. Coréalisé avec Jean Dypréau, bâti sur des témoignages d'André Souris. Le film serait détruit[6].
- 1969 : Les Gommes, 100 minutes, fiction d'après Alain Robbe-Grillet coréalisée avec René Micha.
- 1969 : Invention à trois voix : Casse-noisettes, 22 minutes. Film pédagogique : la créativité de l'enfant favorisée par la musique.
- 1967 : Pitié pour une ombre, 28 minutes, fiction d'après Thomas Owen, conte fantastique tourné au château de Seneffe. Apparition de Jacques Brel[7].
- 1967 : Marines flamandes, 19 minutes, documentaire touristique sur le littoral belge.
- 1964 : Une voix d'or, fiction d'après une nouvelle extraite du recueil Figures détruites (1932) de Charles Plisnier[8].
- 1960 : Mariage royal
- 1959 : Apolline, 19 minutes, fiction d'après Franz Hellens, avec Guy Lesire. Dimitri Balachoff s'est chargé du son. Réalisme magique en costumes d'époque, tourné dans le vieux Gand.
- 1959 : Franz Hellens ou les documents secrets, 21 minutes, documentaire sur l'écrivain Franz Hellens. Le scénario est signé René Micha et Dimitri Balachoff s'est chargé du son.
- 1958 : Suite belge, 20 minutes, synthèse de la Belgique touristique en quatre mouvements associés symboliquement aux quatre éléments d'Empédocle.
- 1958 : Magie blanche, film d'entreprise sur la société Solvay (fabricante de carbonate de soude), 30 minutes.
- 1957 : Pierre Paulus, 17 minutes, biographie du peintre et évolution de son travail. Scénario de Francis Bolen.
- 1956 : André-Modeste Grétry, 26 minutes, documentaire sur la vie du compositeur liégeois, Prix du documentaire de court métrage au Festival de Cannes en 1956.
- 1955 : Petits travaux manuels : Soudure du zinc, 8 minutes. Quels sont les outils à employer pour la soudure du zinc ? Comment travailler le zinc et le souder ?
- 1955 : De l'apprenti au contremaître : les métiers d'ajusteur et de tourneur, 16 minutes. Apprentissage dans une école professionnelle. Premières pièces fabriquées et ajustées.
- 1955 : Petits travaux manuels : Maçonnerie-plâtrage, 11 minutes. Présentation des outils employés pour la maçonnerie et le plâtrage. Mortier, mur de clôture, petits travaux.
- 1955 : Petits travaux manuels : Soudure de tuyaux de plomb, 10 minutes. Présentation des outils à employer pour la soudure de tuyaux de plomb. Comment souder et exécuter quelques petits travaux ?
- 1954 : Construction légère, 13 minutes, documentaire sur les applications de l'acier dans les fabrications légères.
- 1954 : Les sons retrouvés, 22 minutes, documentaire sur la collection d'instruments anciens du Conservatoire de Bruxelles.
- 1951 : La justice belge, 40 minutes, documentaire sur l'organisation judiciaire belge et les différentes juridictions.
- 1951 : Perséphone, comme acteur.
- 1950 : Couleur du temps, 18 minutes, documentaire sur l'Institut royal météorologique de Belgique.
- 1948 : La clé des champs, 14 minutes, documentaire sur l'Institut agronomique de l'État à Gembloux.
- 1948 : L'Arbre de vie, coréalisé avec Gérard De Boe
- 1948 : Le trouble-fête, produit par Charles Dekeukeleire. 13 minutes. Travail de commande pour une association de compagnies d'assurance. Tournée lors de la cinquantième Marche Saint-Roch à Thuin, une suite de saynètes destinées à attirer l'attention envers les risques d'accidents domestiques, incendies, asphyxies, empoisonnements pouvant résulter de la distraction ou de la négligence.
- 1946 : La vie recommence[9], coréalisé avec Charles Dekeukeleire. Documentaire sur l'économie belge après la seconde guerre mondiale.
- 1939 : Acier, coréalisé avec Charles Dekeukeleire. 12 minutes. Film de promotion pour la florissante industrie sidérurgique belge, produit avec l'aide technique du Centre Belgo-Luxembourgeois de l'acier à une époque où, comme le proclame le commentateur enthousiaste, L'acier domine le monde !
- 1938 : Le canal Albert, 6 minutes. Documentaire sur la voie navigable, réalisé par Charles Dekeukeleire assisté par Lucien Deroisy.

## Acteur
En 1951, avec, entre autres Jacques Calonne et Olivier Strebelle, Lucien Deroisy apparaît dans Perséphone de Luc de Heusch, unique film du mouvement CoBrA, scénarisé par Pierre Alechinsky, Christian Dotremont et Jean Raine.